# خورخه پولین
خورخه پولین (انگلیسی: Jorge Pullin؛ (زاده ۱۹۶۳ در آرژانتین) یک فیزیک‌دان است.